# Białe małżeństwo (film 1993)
Białe małżeństwo – polski film psychologiczny z 1993 zrealizowany w 1992 roku na podstawie dramatu Tadeusza Różewicza o tym samym tytule. Wyreżyserowała go Magdalena Łazarkiewicz, która obok Jana Różewicza jest też autorką scenariusza.
Film otrzymał w 1992 roku Syrenkę Warszawską – nagrodę nagroda Klubu Krytyki Filmowej SDP w kategorii filmu fabularnego.

## Fabuła
Dwie nastolatki – Bianka i Paulina – mieszkają w pięknym dworku. Borykają się z problemami typowymi dla swych rówieśników: dojrzewaniem i wchodzeniem w świat dorosłych. Pewnego dnia dzięki programowi telewizyjnemu przenoszą się w dawne czasy – świat sprzed I wojny światowej. Film utrzymany jest w klimacie Młodej Polski i przesycony erotyką.

## Obsada
- Jolanta Fraszyńska jako Bianka
- Agata Piotrowska-Mastalerz jako Paulina
- Teresa Budzisz-Krzyżanowska jako matka dziewcząt
- Jan Englert jako Wincenty, ojciec dziewcząt
- Magdalena Zawadzka jako Ciotka Aniela
- Henryk Bista jako dziadek

oraz:
- Joanna Wizmur jako Kucharka
- Bartosz Opania jako Beniamin
- Tomasz Lulek jako oficer
- Ewa Ziętek jako Nadkucharcia
- Bohdana Majda jako Ciotka Beniamina
- Jacek Wójcicki jako Śpiewak
- Edward Wojtaszek jako Ułan
- Grzegorz Skurski jako Perator legionistów
- Andrzej Mastalerz jako Asystent operatora
- Aleksandra Domańska jako przyjaciółka ciotki
- Krystyna Wachelko-Zaleska jako Kuzynka Bianki
- Piotr Dobrowolski jako Kuzyn Bianki
- Krzysztof Magowski jako Ziemianin
- Dariusz Sikorski jako Pierrot
- Małgorzata Kuta jako Guwernantka
- Danuta Borsuk jako Cyganka
- Andrzej Szenajch jako oficer
- Maria Zachwatowicz jako Mała Bianka
- Aneta Szymczak jako Mała Paulina
- Jordan Babula jako Mały Beniamin
- Justyna Sobolewska jako Gość na pikniku
- Tadeusz Sobolewski jako Gość na pikniku
- Piotr Łazarkiewicz jako Akompaniator